# Bogumił
Bogumił  è un nome proprio di persona polacco maschile.

## Varianti
- Ipocoristici: Miłosz[1]
- Femminili: Bogumiła[2]

### Varianti in altre lingue
- Bulgaro: Богомил (Bogomil)[1]
- Ceco: Bohumil[1]
  - Femminili: Bohumila[2]
- Latino: Bogumilus
- Macedone: Богомил (Bogomil)[1]
- Slavo medievale: Богѹмил (Bogumil)[3]
- Slovacco: Bohumil[1]

## Origine e diffusione
È composto dai termini slavi bogu ("dio", presente anche in Bogdan, Bogusław e Bohumír) e milu ("grazioso", "caro", da cui anche Jarmil, Ludmilla, Miloslav e Vlastimil); il significato complessivo può essere interpretato come "favorito da Dio". 

## Onomastico
L'onomastico si può festeggiare il 10 giugno, in memoria di san Bogumilo, arcivescovo di Gniezno ed eremita.

## Persone

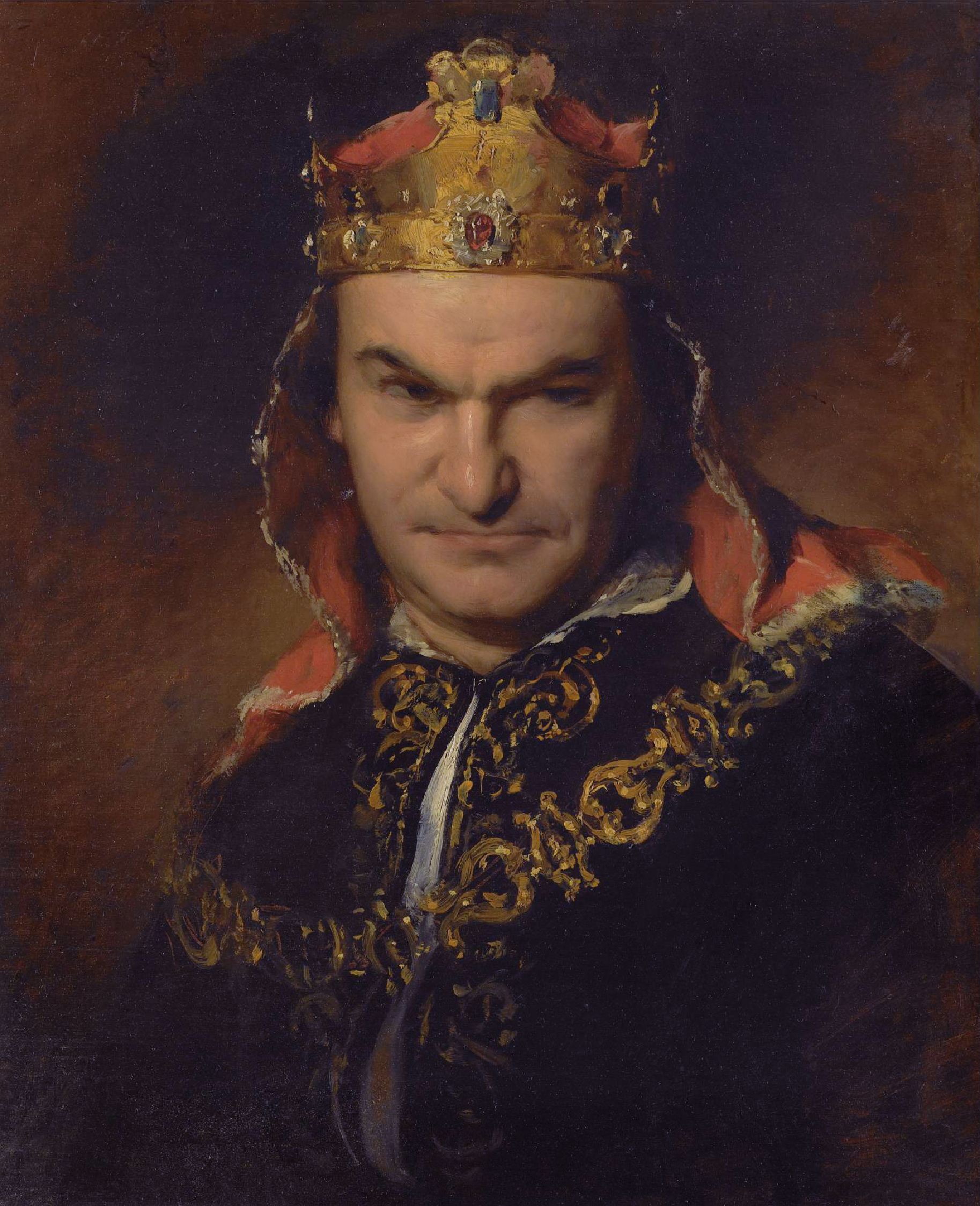
Bogumił Dawison

- Bogumił Dawison, attore teatrale polacco
- Szymon Bogumił Zug, architetto tedesco naturalizzato polacco

### Variante Bohumil
- Bohumil Horáček, presbitero ceco
- Bohumil Hrabal, scrittore ceco
- Bohumil Klenovec, calciatore cecoslovacco
- Bohumil Mathesius, poeta, traduttore, linguista e giornalista ceco

### Altre varianti
- Bogomil, monaco bulgaro